# Copa Centro-Americana da CONCACAF
A Copa Centro-Americana (em inglês: Central American Cup) é uma competição anual de futebol para os clubes que são membros da União Centro-Americana de Futebol (UNCAF). O torneio teve a sua edição inaugural no ano de 2023, com o intuito de servir como um método de qualificação para a Copa dos Campeões da CONCACAF para os times da região.
Os seis melhores times da Copa Centro-Americana irão se classificar para a Copa dos Campeões, com o vencedor entrando nas oitavas de final e o restante na primeira rodada.

## História
Em setembro de 2021, a CONCACAF anunciou que, a partir de 2024, a Copa dos Campeões iria receber uma expansão de 16 para 27 times. Nessa mesma época, foi anunciado que os clubes da sub-região do Caribe iriam se qualificar para a partir de um novo torneio, a Copa do Caribe da CONCACAF. O torneio substituiu a Liga da CONCACAF como o único meio para qualificação à Copa dos Campeões.

## Qualificação
Dezoito dos vinte times irão serão selecionados a partir das ligas domésticas dos sete times da UNCAF. Da seguinte forma:
- 3 clubes: 
  -  Costa Rica
  -  El Salvador
  -  Guatemala
  -  Honduras
- 2 clubes:
  -  Panamá
  -  Nicaragua
- 1 clubes:
  -  Belize

## Títulos

### Por equipe
| Clube         | Títulos         | Vices           | Semifinais      | Total Finais | Total Semifinais |
| ------------- | --------------- | --------------- | --------------- | ------------ | ---------------- |
| Alajuelense   | 2 (2023 e 2024) | 0               | 0               | 2            | 2                |
| Real Estelí   | 0               | 2 (2023 e 2024) | 0               | 2            | 2                |
| Herediano     | 0               | 0               | 2 (2023 e 2024) | 0            | 2                |
| Antigua       | 0               | 0               | 1 (2024)        | 0            | 1                |
| Independiente | 0               | 0               | 1 (2023)        | 0            | 1                |

### Por país
| País       | Títulos | Vices | Semifinais |
| ---------- | ------- | ----- | ---------- |
| Costa Rica | 2       | 0     | 2          |
| Nicarágua  | 0       | 2     | 1          |
| Guatemala  | 0       | 0     | 1          |
| Panamá     | 0       | 0     | 1          |